# Capio
 (juillet 2015).
Capio est un groupe de santé suédois.

## Historique
Créé en Suède en 1994, le groupe Capio s’est développé au fil des années pour occuper aujourd’hui une place de premier plan sur le marché européen de la santé. Il compte une soixantaine d'établissements à travers l'Europe.
En 2018, Capio se voit proposer de vendre ses activités en France à Vivalto Sante, qui est présent notamment dans le Grand Ouest, pour 455 millions d'euros.
En 2018, Ramsay Santé rachète le groupe d'hospitalisation privée suédois Capio AB qui possède 22 cliniques en France et est également présent au Danemark, en Suède, en Norvège et en Allemagne. L'objectif du groupe est de constituer « un leader pan-européen des services de soins et de santé privés ».

### Capio France
En France, le groupe Capio compte une vingtaine d'établissements, majoritairement médico-chirurgicaux, répartis dans huit régions à la suite de l'acquisition de la clinique Aguilera dans le pays basque et de celle de Domont en région parisienne en 2011. L'entreprise revendique plus de 5 000 salariés et 1 400 praticiens libéraux, le groupe s’inscrit parmi les acteurs majeurs de l’hospitalisation privée.
Les cliniques du groupe en France sont[réf. nécessaire] :
- clinique Sainte Odile (Haguenau, Bas-Rhin)
- clinique Saint Vincent (Besançon, Doubs)
- clinique Saint Pierre (Pontarlier, Doubs)
- polyclinique du Beaujolais (Arnas, Rhône)
- clinique de la Sauvegarde (Lyon, Rhône)
- Médipôle Hôpital Privé (Villeurbanne, Rhône)
- centre Bayard (Villeurbanne, Rhône)
- clinique de Fontvert (Sorgues, Vaucluse)
- clinique du Parc (Orange, Vaucluse)
- clinique d'Orange (ex clinique de Provence) (Orange, Vaucluse)
- clinique Claude Bernard (Ermont, Val-d'Oise)
- clinique de Domont (Domont, Val-d'Oise)
- clinique du Parisis (Cormeilles en Parisis, Val-d'Oise)
- clinique de l'Atlantique (regroupement de l'ancienne clinique du Mail, se situant à La Rochelle, Charente-Maritime, et celle de l'Atlantique, Puilboreau, Charente-Maritime, depuis août 2020)
- clinique Aguiléra (Biarritz, Pyrénées-Atlantiques)
- clinique Belharra (Bayonne, Pyrénées-Atlantiques)
- clinique des Cèdres (Cornebarrieu, Haute-Garonne)
- clinique Saint Jean Languedoc (Toulouse, Haute-Garonne)
- polyclinique du Parc (Toulouse, Haute-Garonne)
- clinique de Beaupuy (Beaupuy, Haute-Garonne).